# Gewone bloesemboktor
De gewone bloesemboktor (Grammoptera ruficornis) is een keversoort uit de familie van de boktorren (Cerambycidae). De wetenschappelijke naam van de soort werd voor het eerst geldig gepubliceerd in 1781 door Fabricius.